# Imbatible (historieta)
Imbatible (en francés, Imbattable) es una serie de historieta cómica franco-belga creada por Pascal Jousselin. El protagonista de la obra es un superhéroe que protege a la gente con poderes basados en la narrativa de los tebeos, tales como el dominio de la viñeta y la ruptura de la cuarta pared. Se publica desde 2017 en la revista Spirou y ha sido recopilada hasta la fecha en tres álbumes editados por Dupuis.

## Argumento
La obra es una parodia de las historietas de superhéroes estadounidenses. Su protagonista, Imbatible, es un superhéroe con traje amarillo y antifaz negro que reside en Villagrande, una tranquila ciudad ficticia que está ambientada en Francia. Este personaje tiene el superpoder de moverse a conciencia por las distintas viñetas del tebeo, de forma no lineal, para anticiparse a sus enemigos y romper la cuarta pared. Es además el único personaje consciente de lo que sucede a su alrededor, razón por la que es presentado como «el único verdadero superhéroe del mundo del cómic».
Sus superpoderes pueden dividirse en dos grandes bloques:
1. Imbatible puede ver lo que ocurre en otras viñetas, aunque solo si coincide con estas en la misma página o se encuentran en la página contraria (no la opuesta). Es decir, solo si hay línea visual.
2. También puede saltar de una viñeta a otra, o mover objetos entre ellas, siempre y cuando se cumpla la regla de la línea visual. Esto le permite hacer una llamada telefónica para teletransportarse entre viñetas: llama a una persona, que aparece en la viñeta aledaña, e Imbatible puede saltar a esta.

Conforme avanza la obra, van presentándose personajes secundarios. Imbatible tiene una contraparte menor, el adolescente Tudí, con el superpoder de alterar la perspectiva, y también interactúa con vecinos del pueblo como el jefe de policía Juan Pedro, el alcalde, y el viejo Bochín, un anciano capaz de atacar con los globos de texto cuando se enfada. Entre los villanos que pretenden alterar la paz de Villagrande cabe destacar a El Bromista (Plaisantin, una parodia del Joker) y el Científico Loco.

## Historia
El autor de Imbatible es el francés Pascal Jousselin, quien se ocupa del dibujo y de los guiones, mientras que el color corre a cargo de Laurence Croix. La serie se ha publicado desde 2017 en la revista Spirou y ha sido recopilada hasta la fecha en tres álbumes por Dupuis; la edición en español corre a cargo de Editorial Base. En 2017, el primer álbum de Imbatible fue galardonado con el premio a la «mejor obra juvenil» de la Association des critiques et des journalistes de bande dessinée.

## Álbumes
| Título                                  | Publicación en álbum | Publicación en español                                            |
| --------------------------------------- | -------------------- | ----------------------------------------------------------------- |
| Imbattable 1. Justice et légumes frais  | 2017                 | Imbatible 1. Justicia y verduras frescas (Editorial Base, 2019)   |
| Imbattable 2. Super-héros de proximité  | 2018                 | Imbatible 2. Superhéroe de proximidad (Editorial Base, 2020)      |
| Imbattable 3. Le cauchemar des malfrats | 2020                 | Imbatible 3. La pesadilla de los maleantes (Editorial Base, 2021) |